# Anserini
Anserini (лат.) — триба птиц из подсемейства гусиных (Anserinae) семейства утиных (Anatidae).

## Классификация
В трибу включают следующие роды:
- Лебеди (Cygnus)
- Казарки (Branta)
- Гуси (Anser)
- Коскоробы (Coscoroba)

Существует также иная классификация, по которой триба включает единственный род Настоящие гуси (Anser), делящийся на пять подродов.